# Франсуа Хеерсбрандт
Франсуа Хеерсбрандт (12 грудня 1989) — бельгійський плавець.
Учасник Олімпійських Ігор 2008, 2012, 2016 років.
Призер Чемпіонату Європи з плавання на короткій воді 2011, 2013 років.